# Иласин
Иласи́н, Єласин, Ласин, Соколина (рос. Ыласын; башк. Ыласын) — печера в Ішимбайському районі Башкортостану, Росія. Пам'ятка природи (1985). Печера відноситься до Ішоро-Нугуського підрайону Бельсько-Нугуського району Південної області Західноуральської спелеологічної провінції. Печера знаходиться на схилі масиву Утинлигол, по правому березі річки Селеук, за 1,5 км на південний схід від присілку Хазіново. Назва перекладається з башкирської як сокіл і походить від того, що біля одного із входів містяться гнізда орлів.

## Опис
Печера горизонтального типу простягання. Загальна протяжність — 487 м. Глибина печери становить 28 м. Пересічна ширина — 10 м, пересічна висота — 5 м, амплітуда — 28 м, площа 1025 м², об'єм- 5287 м³. Категорія складності проходження ходів печери — 1.
Карстова печера, утворена у вапнякових відкладах середнього карбону. Являє собою галерею та систему ходів, що простягаються на південь, північний схід та південний схід.
Температура влітку сягає 6 °C.
Основний вхід має вигляд арки шириною 12 м та висотою 7,6 м, яка знаходиться у провальній воронці діаметром 30 м на висоті 170 м над днищем. Вище нього знаходяться 4 входи, що ведуть у бічні частини печери. Від основного входу спуск довжиною до 30 м переходить у галерею довжиною 80 м. Стеля при вході пласка, зустрічаються «органні труби», дрібні сталактити. Стіни вертикальні, на підлозі містяться льодяні сталагміти висотою до 7 м, бура глина, брили та щебінь. Від галереї відходять 3 ходи: на північний схід довжиною 20 м, на південний схід довжиною 100 м, на південь висотою до 3,5 м. В кінці південного проходу знаходиться озеро глибиною до 1,5 м, за яким йде округлий прохід. Він з'єднується з північно-східним проходом, у кінці якого також є озеро. На підлозі проходів міститься глина, сталагміти, на стелі та стінах — сталактити, кальцитова кора, іноді мондмільх.